# Stanisław Głoskowski
Stanisław Głoskowski herbu Jastrzębiec – cześnik warszawski w 1630 roku, wojski czerski w latach 1620–1628 roku, stolnik czerski w 1620 roku, dworzanin królewski.
W 1632 roku był elektorem Władysława IV Wazy z ziemi warszawskiej.